# Plant Design Management System

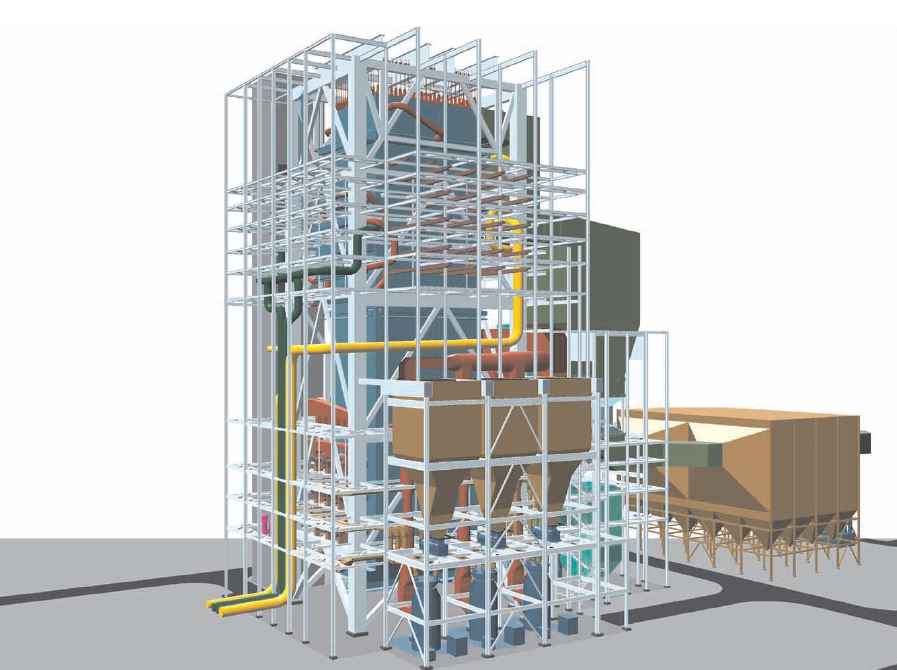
Driedimensionaal fabrieksontwerp in PDMS

In een Plant Design Management System (afgekort PDMS) worden meerdere disciplines uit het ontwerpen van een chemische fabriek beheerd. Het opstellen van een PFD (process flow diagram), het P&ID (process and instrumentation diagram) en het uiteindelijke 3D-ontwerp van het leidingwerk worden op deze manier in één systeem bijgehouden. Ook de specificatiebladen (jargon: datasheets) van alle apparaten die in de fabriek voorkomen worden in het PDMS bijgehouden.
Grote ingenieursbureaus gebruiken een PDMS om grip te houden op het complexe proces van het ontwerp van een chemische fabriek. Meerdere afdelingen krijgen toegang tot hetzelfde PDMS en kunnen daarin hun deel van het werk doen. Informatie en veranderingen zijn zo voor alle betrokken partijen beschikbaar. Ook alle itemnummers en referenties worden zo voor idereen inzichtelijk, zodat iedereen dezelfde verwijzingen gebruikt.
Leverancier is Avevaen, het vroegere CADCentre. De laatste versie, juli 2013 is AVEVA PDMS 12.1.SP2.18.
AutoPLANT van Bentley Systems is een concurrerend software-pakket.